# Michał Butkiewicz
Michał Butkiewicz (Varsavia, 18 agosto 1942) è un ex schermidore polacco, vincitore di una medaglia di bronzo nella scherma ai giochi olimpici.